# Wolfgang Kohl
Wolfgang Kohl (* 5. Februar 1950 in Aachen) ist ein deutscher  Bildhauer.

## Leben
Wolfgang Kohl studierte von 1968 bis 1971 Kunst- und Werk-Erziehung mit anschließendem Referendariat. 1972 nahm er an der Kunstakademie Düsseldorf ein Studium der Bildhauerei, Kunstgeschichte, Pädagogik und Philosophie auf. Er studierte zunächst bei Irmin Kamp und schloss 1978 das Studium als Meisterschüler von Alfonso Hüppi  mit dem Staatsexamen für Kunsterziehung an Gymnasien ab. Seither arbeitet er als freischaffender Künstler, Hochschullehrer und Akademieleiter.
Von 1980 bis 1985 war er wissenschaftlicher Mitarbeiter am  Lehrstuhl für Plastik der Fakultät für Architektur der RWTH Aachen. Im Fachbereich Architektur der Fachhochschule Aachen unterrichtete er von 1985 bis 1989 als Lehrbeauftragter sowie als Dozent an der Akademie für Gestaltende Handwerke, später Akademie für Handwerksdesign, Gut Rosenberg der Handwerkskammer Aachen tätig. Zunächst stellvertretender Leiter, war er von 2001 bis 2015 Leiter der Akademie und entwickelte in dieser Zeit die berufsbegleitende Weiterbildung zum Studiengang Gestaltung und Design. Von 1995 bis 1997 war er Mitglied des Gründungsvorstands des Bundesverbandes Bildender Künstler (BBK), Bezirksverband Aachen/Euregio. Er lebt in Herzogenrath.

## Künstlerisches Schaffen
Wolfgang Kohl gehörte zu  einer  Gruppe von Studierenden der Klasse von Professor Alfonso Hüppi an der Kunstakademie Düsseldorf, die sich in den siebziger Jahren  mit dem Sujet gegenständlicher Malerei und Bildhauerei auseinandersetzte. Sie taten dies trotz der zu dieser Zeit vorherrschenden Geringschätzung realistischer Kunst als Folge des Missbrauchs figurativer Kunst durch zwei totalitäre Regime in Deutschland. Seit Beginn der siebziger Jahre wurde in der Bildhauerei auch das Spektrum der verwendeten Materialien und deren Stellenwert neu definiert. Dabei erwies sich das Material Holz, befreit vom historischen Ballast und unbelastet von Pathos und Anspruch auf Unvergänglichkeit, für als geeigneter Werkstoff um ihre inhaltlichen und formalen Vorstellungen umzusetzen. Daher werden verschiedenste Holzarten auch kombiniert mit anderen Werkstoffen und häufig  farbig gefasst. Neben Holzskulpturen von Gegenständen rückte bald die Darstellung des Menschen als beherrschendes Thema in Kohls künstlerischen Fokus. Persönliche Erfahrungen und Beobachtungen dienten dabei oft als Anregungen. Kohl sieht seine Skulpturen unter anderem auch in der Tradition der Bildhauer Christoph Voll (1897–1939), Giorgio Morandi (1890–1964) und Karl Röhrig (1886–1972). Daneben entstehen auch Skulpturen, die sich mit der Ästhetik des Materials sowie mit den Phänomenen der Wahrnehmung auseinandersetzen. Im Jahr 1989 entstand eine Reihe von Holzschnitten, die Themen der Skulpturen grafisch umsetzen. Kohls erstes für den öffentlichen Raum geschaffenes Werk steht seit 1994 vor dem Amtsgericht Heinsberg.

## Ausstellungen (Auswahl)
- 1979: Holz + Kunst, II. Freiburger Symposion, Kunstverein Freiburg
- 1981: Wolfgang Kohl – Holzskulpturen. Neues Rathaus, Göttingen
- 1983/86: Große Kunstausstellung Düsseldorf
- 1985: Wolfgang Kohl – Holzskulpturen. Kunstkreis Hameln
- 1988: W. Kohl-Menschenbilder 78–88. Philipp Galerie, Aachen
- 1989: Botschaft Bild. Maximilianskirche, Düsseldorf
- 1992: Visionen. Städtische Galerie Aukloster, Monschau
- 2002: W. Kohl-Holzskulpturen. Zentralverband des Deutschen Handwerks, Berlin
- 2017: …von Menschen und Dingen. Kulturzentrum Altes Rathaus, Würselen[2]
- 2019: Q18 Quartier am Hafen, Köln
- 2022: Gedankensplitter. Skulpturen. Kunsthaus Eurode-Bahnhof Herzogenrath

## Veröffentlichungen (Auswahl)
- Holz + Kunst II. Freiburger Symposion 1979. Kunstverein Freiburg/Breisgau
- art. Das Kunstmagazin. Nr. 9/1980. Verlag  Gruner + Jahr, Hamburg
- Wolfgang Kohl: Holzbildhauerei-Material und Anspruch. In: Karl Manfred Rennertz, Plastiken. Leopold-Hoesch-Museum, Düren, 1980
- Wolfgang Kohl. Menschenbilder 78–88. Philipp Galerie, Aachen, 1988
- Künstler aus dem Aachener Raum. Kreissparkasse Aachen (Hrsg.), Aachen, 1989

## Auszeichnung
- 1978: Bernhard-Hoetger-Preis, Akademiepreis für Bildhauerei der Staatlichen Kunstakademie Düsseldorf[3]

## Weblink
- www.wolfgang-kohl-bildhauer.de Website des Künstlers